# Aleurodaphis antennata
Aleurodaphis antennata är en insektsart. Aleurodaphis antennata ingår i släktet Aleurodaphis och familjen långrörsbladlöss. Inga underarter finns listade i Catalogue of Life.